# Golden Gala Pietro Mennea 2020
Il Golden Gala Pietro Mennea 2020 è stata la 40ª edizione dell'annuale meeting di atletica leggera, settima tappa del circuito Diamond League 2020. Le competizioni hanno avuto luogo presso lo stadio Olimpico di Roma il 17 settembre 2020. Inizialmente era previsto a Napoli, nel mese di maggio, l'incontro è stato posticipato e chiuso al pubblico nello stadio a causa della pandemia di COVID-19.

## Risultati
Di seguito i primi tre classificati di ogni specialità.

### Uomini
| Specialità       | 1º classificato  | Prestazione | 2º classificato    | Prestazione | 3º classificato    | Prestazione |
| 100 m            | Akani Simbine    | 9"96        | Arthur Cissé       | 10"04       | Filippo Tortu      | 10"09       |
| 400 m            | Edoardo Scotti   | 45"12       | Yousef Karam       | 45"25       | Karol Zalewski     | 45"48       |
| 3000 m           | Jacob Kiplimo    | 7'26"64     | Jakob Ingebrigtsen | 7'27"05     | Stewart McSweyn    | 7'28"02     |
| 110 m hs         | Andrew Pozzi     | 13"15       | Aaron Mallett      | 13"23       | Freddie Crittenden | 13"31       |
| 400 m hs         | Karsten Warholm  | 47"07       | Ludvy Vaillant     | 48"69       | Rasmus Mägi        | 48"27       |
| Salto in alto    | Andrij Procenko  | 2,30 m      | Gianmarco Tamberi  | 2,27 m      | Stefano Sottile    | 2,18 m      |
| Salto con l'asta | Armand Duplantis | 6,15 m      | Ben Broeders       | 5,80 m      | Ernest John Obiena | 5,80 m      |
| Getto del peso   | Nick Ponzio      | 21,09 m     | Payton Otterdahl   | 20,85 m     | Leonardo Fabbri    | 20,69 m     |

     Prestazione che stabilisce il nuovo record del meeting.

### Donne
| Specialità    | 1º classificato       | Prestazione | 2º classificato    | Prestazione | 3º classificato        | Prestazione |
| 100 m         | Elaine Thompson-Herah | 10"85       | Aleia Hobbs        | 11"12       | Marie Josée Ta Lou     | 11"14       |
| 400 m         | Lieke Klaver          | 50"98       | Agnė Šerkšnienė    | 51"80       | Justyna Święty-Ersetic | 51"94       |
| 800 m         | Jemma Reekie          | 1'59"76     | Hedda Hynne        | 2'00"24     | Laura Muir             | 2'00"49     |
| 100 m hs      | Nadine Visser         | 12"72       | Luminosa Bogliolo  | 12"83       | Payton Chadwick        | 12"89       |
| 400 m hs      | Femke Bol             | 53"90       | Anna Ryžykova      | 54"54       | Viktorija Tkačuk       | 54"93       |
| Salto in alto | Julija Levčenko       | 1,98 m      | Jaroslava Mahučich | 1,95 m      | Nicola McDermott       | 1,95 m      |

     Prestazione che stabilisce il nuovo record del meeting.